# IC 957
IC 957 је ознака објекта на координатама са ректансцензијом 13h 56m 7,8s и деклинацијом - 30° 14" 17'. Открио га је Н. М. Париш, 3. марта 1889. Каснијим посматрањима на том положају није уочен никакав астрономски објекат.